# Hợp Thành, Triệu Sơn
Hợp Thành là một xã thuộc huyện Triệu Sơn, tỉnh Thanh Hóa, Việt Nam.
Xã Hợp Thành có diện tích 6,72 km², dân số năm 1999 là 6279 người, mật độ dân số đạt 934 người/km².
Từ thế kỷ X, Vùng đất gồm 3 xã Hợp Lý, Hợp Tiến, Hợp Thành huyện Triệu Sơn đã là nơi đóng quân của một trong 12 sứ quân là tướng Ngô Xương Xí, tức Ngô sứ quân giữ Bình Kiều (xóm 5-6-7). Về sau vùng này được biết với cái tên "ấp Di Linh" nổi tiếng từ thời nhà Đinh - Tiền Lê.